# Distrito de Kgalagadi
Kgalagadi es uno de los 9 distritos de Botsuana, junto a la frontera con Sudáfrica. La capital es Tsabong. Kgalagadi cubre una vasta área del Desierto del Kalahari. Tiene un total de 105.200 km², y tan sólo una población de 42.000 personas en 2001. Más de un tercio del distrito está ocupado por el parque transfronterizo de Kgalagadi, que se interna en territorio sudafricano.
- Datos: Q57581
- Multimedia: Kgalagadi District / Q57581